# Thilleux
Thilleux ist eine französische Gemeinde mit 62 Einwohnern (Stand: 1. Januar 2022) im Département Haute-Marne in der Region Grand Est (bis 2015 Champagne-Ardenne). Sie gehört zum Arrondissement Saint-Dizier und ist Mitglied im Gemeindeverband Communauté d’agglomération du Grand Saint-Dizier, Der et Vallées. Die Bewohner werden Thilleulois und Thilleuloises genannt.

## Geografie
Die Gemeinde Thilleux liegt in der dünn besiedelten südlichen Champagne, etwa 32 Kilometer südwestlich von Saint-Dizier und zehn Kilometer südlich des Lac du Der-Chantecoq, des größten französischen Stausees. Der Fluss Ceffondet durchquert das Gemeindegebiet, der Oberlauf der Voire bildet die nordöstliche Gemeindegrenze. Das Bodenrelief ist überwiegend flach und von Weideflächen geprägt. Im Südwesten hat die Gemeinde einen Anteil an einem größeren Waldgebiet. Zu Thilleux gehören die Weiler Bois-Lassus und Charmont. Nachbargemeinden von Thilleux sind La Porte du Der im Nordosten und Osten, Sommevoire im Südosten sowie Ceffonds im Westen und Nordwesten.

## Bevölkerungsentwicklung
| Jahr      | 1962 | 1968 | 1975 | 1982 | 1990 | 1999 | 2006 | 2013 | 2022 |
| --------- | ---- | ---- | ---- | ---- | ---- | ---- | ---- | ---- | ---- |
| Einwohner | 93   | 86   | 79   | 77   | 85   | 90   | 88   | 83   | 62   |

In den Jahren 1793 und 1821 wurden mit jeweils 192 Bewohnern die bisher höchsten Einwohnerzahlen ermittelt. Die Zahlen basieren auf den Daten von cassini.ehess.fr und INSEE.

## Sehenswürdigkeiten

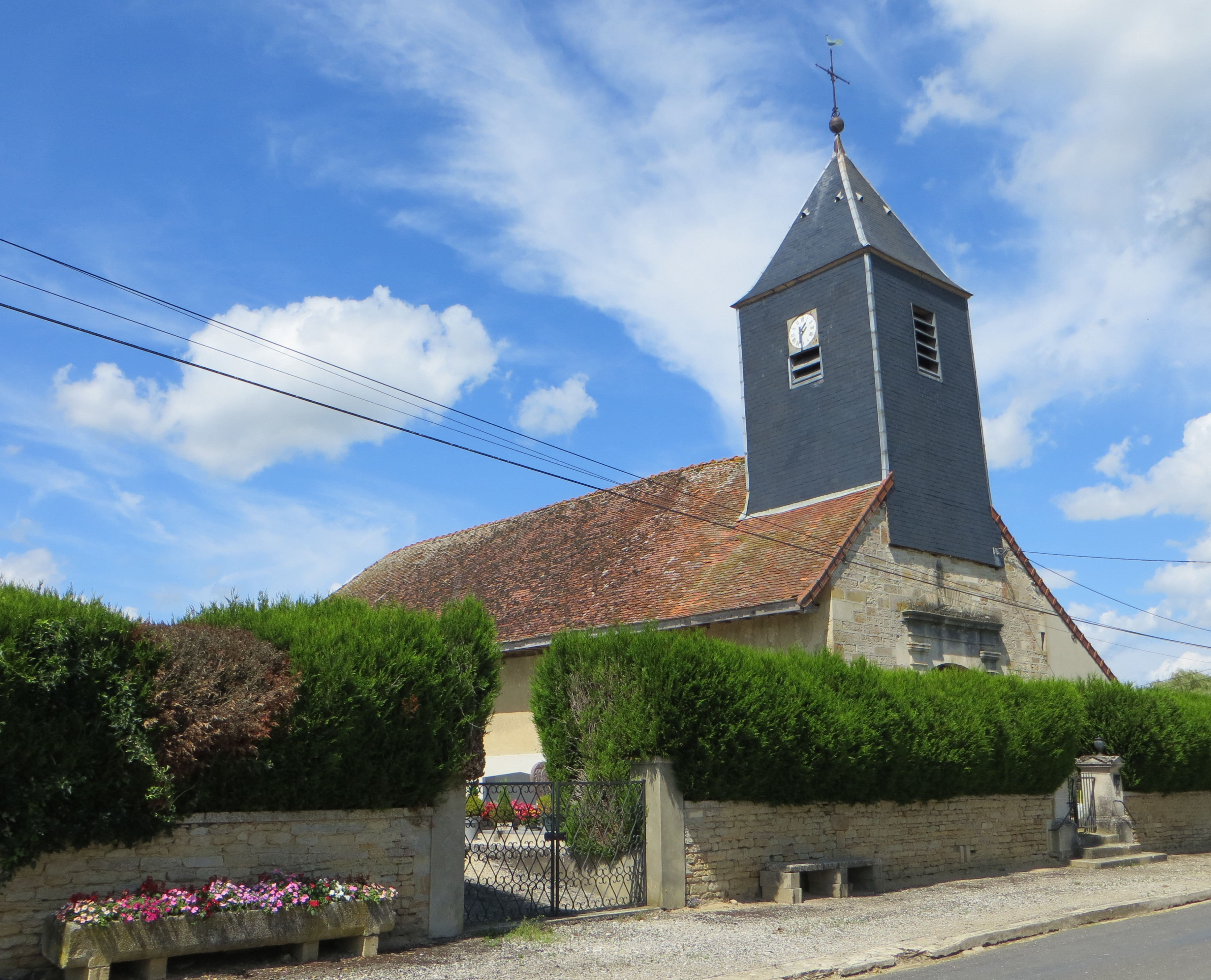
Kirche Saint-Laurent

- Kirche Saint-Laurent
- Lavoir (Waschhaus)
- Friedhofskapelle
- Flurkreuz
- Brunnen und Viehtränke

## Wirtschaft und Infrastruktur
In Thilleux sind acht Landwirtschaftsbetriebe ansässig (Rinderzucht, Milchviehhaltung).
Durch Thilleux führt die Fernstraße D 13 von Ceffonds nach Sommevoire. 30 Kilometer nordöstlich von Thilleux besteht Anschluss an die autobahnartig ausgebaute Route nationale 4 von Paris nach Straßburg.

## Belege
1. ↑  Thilleux auf annuaire-mairie.fr
2. ↑  Thilleux auf insee.fr
3. ↑  Landwirtschaftsbetriebe auf annuaire-mairie.fr (französisch)